# Pietro Fois
Pietro Fois, detto Pietrino (Alghero, 29 luglio 1957) è un politico e imprenditore italiano.

## Biografia
Nato ad Alghero il 29 luglio 1957 da Sebastiano Fois, avvocato e consigliere regionale nella V legislatura dal 1965 al 1969 eletto nelle liste del MSI, e Alfonsina Montalbano. Appassionato di vela, ha partecipato a numerose gare internazionali. Proprio nel settore della vela ha intrapreso la sua attività imprenditoriale, venendo premiato nel 1990 come miglior giovane imprenditore d'Italia.
È stato un membro di spicco dei Riformatori Sardi (eletto coordinatore nel 2016 fino al 2019) ed in precedenza del Patto Segni fino allo scioglimento, è stato consigliere regionale nella XI, XII e XIV legislatura della regione Sardegna, dove ha ricoperto incarichi di rilievo quali assessore dei lavori pubblici nella giunta guidata da Federico Palomba e assessore degli affari generali nelle giunte Pili e Masala. Ha ricoperto inoltre l’incarico di presidente nella III e VI  Commissione Permanente regionale.
Con delibera 29/15 del 31 luglio 2019, è stato nominato Amministratore Straordinario della provincia di Sassari., decaduto in seguito alla nomina dell'Avv. Gavino Salvatore Eugenio Arru nominato con Deliberazione della Giunta Regionale n. 36/2 del 19 settembre 2024 della Regione Autonoma della Sardegna.